# Thor Heyerdahl
Thor Heyerdahl (6 tháng 10 năm 1914 – 18 tháng 4 năm 2002) là một nhà nhân chủng học và thám hiểm người Na Uy. Ông được biết tới nhiều nhất qua những cuộc thám hiểm nhằm mục đích kiểm nghiệm các giả thiết về nhân chủng học, nổi bật nhất trong số này là chuyến du hành trên chiếc bè Kon-Tiki kéo dài 8.000 km từ Nam Mỹ tới Quần đảo Tuamotu.

## Tiểu sử
Thor Heyerdahl sinh năm 1914 tại Larvik, Na Uy. Ngay từ khi còn nhỏ Heyerdahl đã yêu thích ngành động vật học. Ông theo học đại học chuyên ngành động vật và địa lý tại Đại học Oslo đồng thời bắt đầu tự nghiên cứu về văn hóa và lịch sử của thổ dân Polynésie. Năm 1936 ông lập gia đình cùng người vợ thứ nhất, Liv Coucheron-Torp. Sau khi đã có hai người con trai, Thor Jr và Bjorn, họ ly dị và tới năm 1949 thì Thor Heyerdahl cưới người vợ thứ hai Yvonne Dedekam-Simonsen. Một lần nữa Heyerdahl ly dị năm 1969 sau khi đã có ba con gái, Annette, Marian và Helene Elisabeth. Tới năm 1991 thì ông lập gia đình lần thứ ba với Jaqueline Beer.

## Sự nghiệp

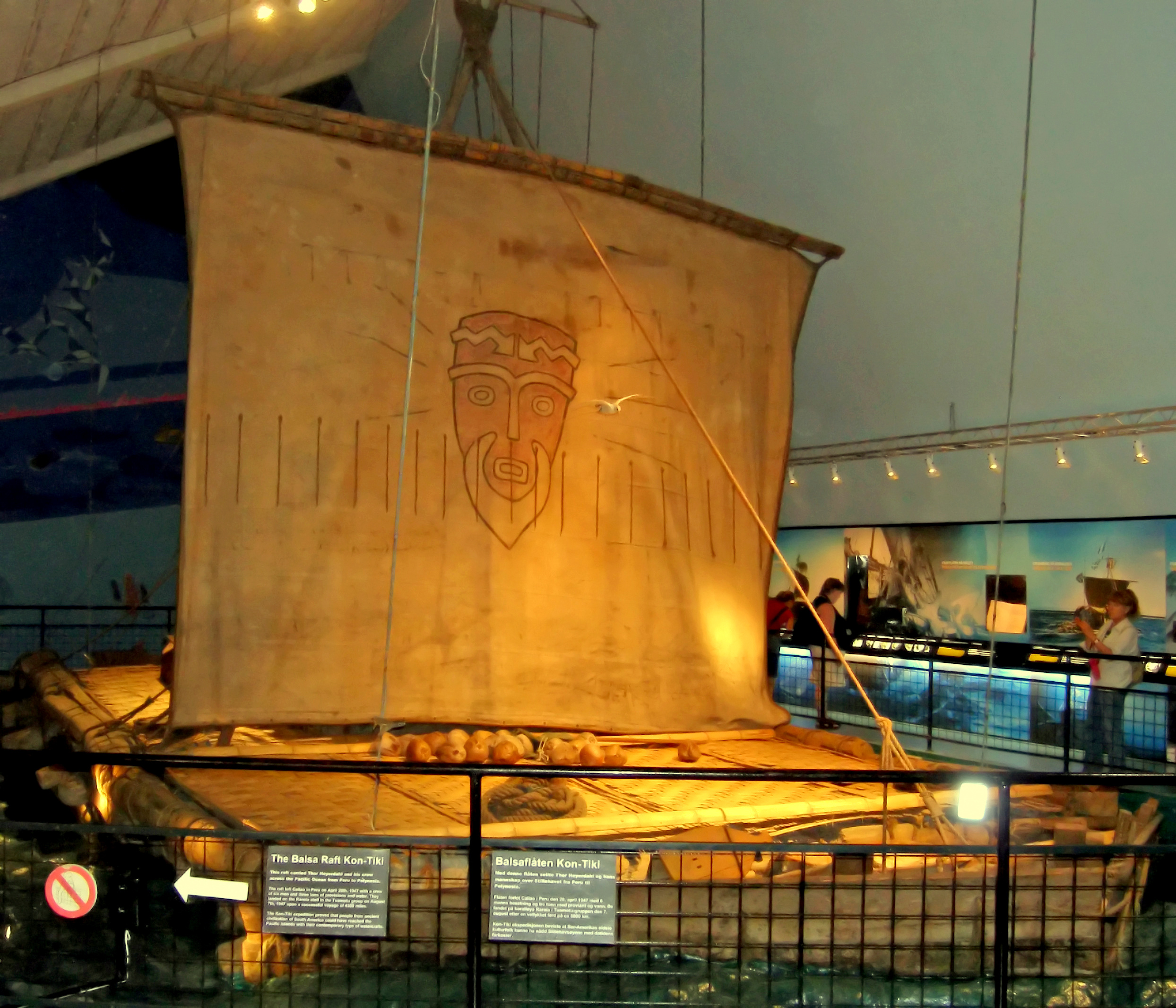
Chiếc bè Kon-Tiki tại Bảo tàng Kon-Tiki, Na Uy.

Ngay từ khi còn trẻ Thor Heyerdahl đã bộc lộ niềm yêu thích các cuộc thám hiểm để kiểm chứng các giả thiết về nhân chủng học. Năm 1936 ông thực hiện chuyến du hành đầu tiên tới Quần đảo Marquise, những ghi chép của ông về chuyến đi này được tập hợp trong tác phẩm Paa Jakt efter Paradiset (Cuộc săn tìm Thiên đường, 1938). Sau khi Chiến tranh thế giới thứ hai bùng nổ, Thor Heyerdahl tạm ngừng công việc nghiên cứu để tham gia các chiến dịch phá hoại hậu cần Đức Quốc xã.
Năm 1947, Thor Heyerdahl thực hiện chuyến du hành nổi tiếng nhất của mình trên chiếc bè Kon-Tiki. Với mục đích chứng minh mối liên hệ giữa thổ dân Polynésie với người da đỏ Nam Mỹ, Thor Heyerdahl cùng một số người bạn đã sử dụng một chiếc bè được chế tạo hoàn toàn bằng vật liệu tự nhiên để vượt Thái Bình Dương mà không nhờ tới sự trợ giúp của bất cứ phương tiện khoa học kỹ thuật hiện đại nào. Sau 101 ngày lênh đênh trên biển xuất phát từ Nam Mỹ, nhóm du hành của Heyerdahl đã tới đích ở Quần đảo Tuamotu ngày 7 tháng 8 năm 1947. Tổng cộng chiếc bè đã vượt qua quãng đường hơn 8.000 km và chứng tỏ rằng người da đỏ Nam Mỹ hoàn toàn có khả năng thực hiện những chuyến đi tương tự trong quá khứ. Cuốn sách ghi chép về chuyến đi có tên Hành trình Kon-Tiki của Heyerdahl sau này đã được dịch ra trên 50 thứ tiếng khác nhau, bộ phim tài liệu làm về chuyến đi cũng đã giành Giải Oscar cho phim tài liệu xuất sắc nhất vào năm 1951. Mặc dù chuyến du hành Kon-Tiki gây tiếng vang rất lớn nhưng giả thuyết của Heyerdahl về nguồn gốc thổ dân Polynésie không được giới nhân loại học đồng tình, nhiều bằng chứng về sinh lý, văn hóa và di truyền cho thấy thổ dân ở đây có nguồn gốc từ lục địa châu Á chứ không phải Nam Mỹ, còn thổ dân trên Đảo Phục Sinh thực tế lại có nguồn gốc chính từ quần đảo Polynésie.
Trong hai năm 1955-1956, Thor Heyerdahl dẫn đầu một đoàn nghiên cứu Na Uy tới khảo sát các di chỉ khảo cổ trên Đảo Phục Sinh. Các ghi chép của Heyerdahl về cuộc nghiên cứu này được tập trung trong tác phẩm Aku-Aku, đây tiếp tục là một đầu sách ăn khách và được những độc giả yêu thích khám phá tìm đọc. Trong hai năm 1969 và 1970, Thor Heyerdahl thử nghiệm việc dùng thuyền làm bằng papyrus để vượt Đại Tây Dương từ Maroc thuộc Châu Phi. Dựa theo những thiết kế của người Ai Cập cổ đại, Heyerdahl đặt tên cho con thuyền đầu tiên là Ra tuy nhiên nó đã bị hỏng sau vài tuần trên biển. Không dừng lại, Heyerdahl tiép tục cho làm Ra II, lần này con thuyền đã đưa đoàn thám hiểm tới Barbados và chứng minh rằng người ta có thể vượt Đại Tây Dương bằng cách nương theo hải lưu Canary. Năm 1978 Thor Heyerdahl thực hiện chuyến du hành trên biển bằng một con thuyền sậy có tên Tigris nhằm chứng minh cho mối liên hệ giữa vùng Lưỡng Hà và Nền văn minh Thung lũng Indus, nay là Pakistan. Ngày 3 tháng 4 năm 1978, sau năm tháng lênh đênh trên biển, chiếc Tigris đã bị đốt ở Djibouti dù còn đang ở tình trạng hoạt động tốt, đây là hành động của Heyerdahl nhằm phản đối chiến tranh leo thang ở Biển Đỏ và Vùng sừng châu Phi.
Về cuối đời, Thor Heyerdahl tiếp tục hoạt động tích cực trong nghiên cứu khoa học và đấu tranh bảo vệ môi trường. Ông qua đời năm 2002 ở tuổi 87 vì u não. Chính phủ Na Uy đã quyết định tổ chức quốc tang cho nhà thám hiểm tại Nhà thờ lớn Oslo vào ngày 26 tháng 4 năm 2002, tro hỏa táng của ông được đặt trong khu vườn của gia đình tại Colla Micheri.